# Гуашупе
Гуашупе (порт. Guaxupé) — муниципалитет в Бразилии, входит в штат Минас-Жерайс. Составная часть мезорегиона Юг и юго-запад штата Минас-Жерайс. Входит в экономико-статистический микрорегион Сан-Себастьян-ду-Параизу. Население составляет 47 894 человека на 2007 год. Занимает площадь 285,913 км². Плотность населения — 1,837 чел./км².

## История
Город основан 1 июня 1837 года. 

## Статистика
- Валовой внутренний продукт на 2004 год составляет 310 219 миллионов реалов (данные: Бразильский институт географии и статистики).
- Валовой внутренний продукт на душу населения на 2004 год составляет 6101 реалов (данные: Бразильский институт географии и статистики).
- Индекс развития человеческого потенциала на 2000 год составляет 0,796 (данные: Программа развития ООН).

## География
Климат местности: горный тропический.